# 펍

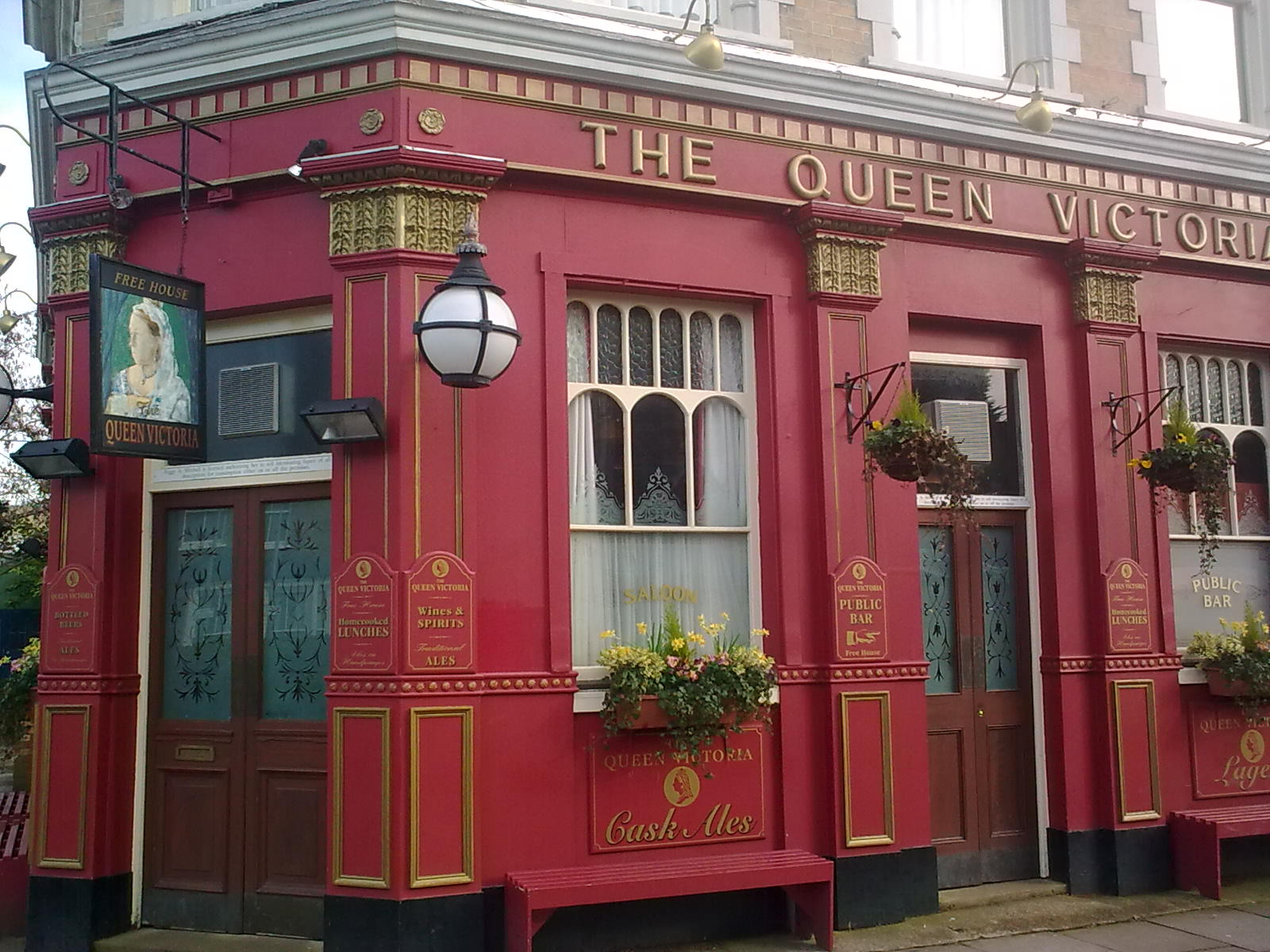
펍

펍(영어: pub 퍼브[*])은 영국에서 발달한 술집으로, Public House의 약자이다. 미국에서의 스탠드바와 같은 스타일이다. 대한민국은 서양식 주점을 선술집, 퍼브, 바 등 혼용하여 부르고 있다.
영국의 펍(pub)에서는 주로 맥주를 많이 마시지만 그 밖에도 음료, 간식, 간단히 식사를 해결 할 수도 있는 대중적인 장소다. 당구 등 오락거리도 있으며 가격이 그리 비싸지 않은 편으로 퇴근 후 들러 친목을 나누는 곳이기도 하다. 영국 전역에 많이 있어 지역별 수제 맥주를 맛볼 수도 있고, 특히 친구들과 축구 경기를 함께 보며 응원하는 장소로도 유명하다.
펍(pub)은 영국에서 생활하는 사람에게는 빼놓을 수 없는 장소 중의 하나다. 런던시내에서 근무하는 비지니스맨도 점심식사는 펍에서 할 정도이며, 서민의 휴식처이자 사교클럽에 속한다. 프랑스인들이 거의 매일 카페(café)에 가듯이 펍(pub)은 영국인들의 사랑방이자 간이술집, 선술집 정도에 해당한다.

## 개요

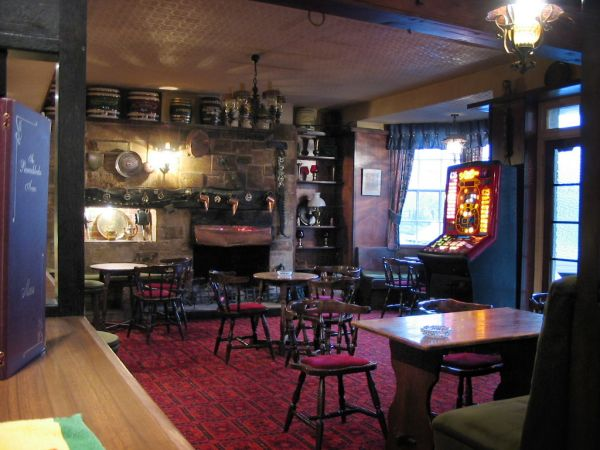
전형적인 영국 펍(pub)의 내부

펍(pub)은 퍼블릭 하우스(public house)의 줄임말로, 매우 '대중 친화적인 공간'이자 영국인들이 애용하는 곳이다. 맥주만 마시는 단순한 술집이 아니라 퇴근길에 들려서 차나 커피와 함께 간식을 즐기거나 가볍게 술 한잔 하면서 사람을 만나고 대화를 나누는 만남의 장소이다. 주머니가 가벼운 직장인들이 긴장을 풀고 하루를 마감하는 장소라는 이미지를 가지고 있기도 하다. 보통 샌드위치나 피시앤칩스 정도는 제공하므로 간단히 식사 한끼를 해결할 수도 있다. 친구나 직장 동료들과 맥주를 마시며 축구 중계를 함께 보고 응원도 한다. 그래서 축구를 보기 위해 경기장 대신 펍(pub)에 가는 경우도 많다. 다트나 당구와 같이 간단한 게임을 즐길 수도 있고 펍 퀴즈(pub quiz) 등 요일 별로 이벤트를 진행하는 곳도 있다.
아침 일찍 문을 여는 펍(pub)도 있어 모닝 커피와 잉글리쉬 브렉퍼스트(English breakfast)를 비롯해 하루 종일 식사가 가능하며 일요일이면 많은 펍(pub)에서 영국 전통요리인 선데이 로스트(Sunday Roast) 메뉴를 제공하기 때문에 가족들의 주말 외식 장소로도 이용된다. 커피를 마시며 한가로이 신문을 읽기도 하고, 낮 시간에는 유모차에 아이를 태우고 나와 이웃들을 만나기도 하며, 대학생들의 토론이나 파티 장소 등, 각종 소모임도 열린다. 전반적으로 그리 비싸지 않은 편이라, 펍(pub)은 영국인들이 쉽게 찾아가 편안하게 시간을 보낼 수 있는 선술집 같은 영국만의 독특한 대중 친화적인 문화공간이다.
펍(pub) 문화와 역사는 매우 오래되었으나, 펍(pub) 이란 말은 17세기 후반에 처음 등장했으며, 맥주집, 선술집, 여관과 구별하기 위해 사용되어 왔다. 19세기 들어 영국전역에 많은 펍(pub)들이 생겨나서 대중화 되며 정착되었고, 작은 마을에도 하나쯤은 존재하는 지역의 문화 공간이자 주요 사교 공간의 역할을 하기도 한다. 평소에 과묵한 사람들도 펍에 들어서는 순간 마음을 열고 수다스럽게 대화를 시작하고 정치나 사회적인 문제에 대한 자신의 생각을 이야기하고 의견을 나누는 등 매우 개방적인 분위기라 쉽게 낯선이와도 서로 대화의 상대가 되어주기도 한다.
펍(Pub)은 그 수도 많고 모습도 다양하며 여러 특징이 있다. 간판에 가지각색의 그림이 그려져 있는데, 이는 옛날 문맹률이 높았을 때 글을 읽지 못하던 사람들도 쉽게 펍의 이름을 기억할 수 있도록 했던 것에서 비롯된 전통이다. 펍(Pub) 내부는 바(Bar)와 의자, 테이블 등이 나무로 된 곳이 많아 전체적으로 약간 고풍스러우면서 묵직한 느낌을 준다. 역사가 오래된 펍(Pub) 일수록 이런 분위기를 가지고 있는 곳이 많다. 또한 조명이 그리 밝지 않아 분위기가 아늑하여 맥주를 마시면서 대화를 나누기에 좋다.
펍의 바에는 생맥주 꼭지가 여러 개 달려 있는데, 꼭지에는 회사 로고가 붙어 있고, 에일 맥주를 마실 때 파인트(Pint) 잔을 사용한다. 선 채로 맥주를 마시는 사람들이 많이 눈에 띄는 것도 영국 펍의 특징 중에 하나다. 보통 11시경에 문을 닫는데, 문을 닫기 전 학교 종과 같이 생긴 종을 울려 마감시간을 알리는 편이다. 주문은 직접 카운터로 가서 바텐더에게 하고 요금은 주문한 것을 받으면 그 자리에서 지불한다. 다른 술도 서비스를 하지만 주로 맥주를 많이 마신다. 영국인들은 안주를 먹지 않으며 맥주는 거품이 없는 것을 선호한다. 보통 펍(pub)에서 마실 수 있는 맥주는 6가지 종류가 있다.
- 비터(Bitter) : 영국의 대표적인 맥주로 짙은 흑갈 색을 띠고 있으며 맛이 쓰다.[9]

- 마일드(Mild) : 비터보다 쓴맛과 알코올 도수가 낮은 생맥주로 옅은 갈색이다.
- 페일 에일(Pale Ale) : 병에 든 비터로 알코올 도수가 높으며 탄산도 강하나 색은 엷다.
- 스트롱 에일(Strong Ale) : 병맥주와 생맥주가 있는데 장시간 발효시킨 것이라 알콜 도수가 높다.
- 스타우트(Stout) : 높은 알코올 도수와 강한 맛의 흑맥주로 호프를 듬뿍 넣어 만든다.
- 라거(Lager) : 저온에서 일정기간 숙성시킨 맥주로 부드럽고 목 넘김이 편한 것이 특징이다.

영국에는 영국 전통 음식점을 찾아보기가 힘든 편이다. 영국 전통 음식이 맛이 없는 편이라서 외국에서 전래된 음식 전문점들이 외식업 시장의 대부분을 점유하고 있기 때문이기도 하지만 펍(Pub)에서 잉글리쉬 브렉퍼스트(English breakfast) 등을 제공하며 전통 음식점의 역할을 대신하고 있기 때문이기도 하다.

## 같이 보기
- 태번
- 바 (술집)
- 소규모 양조장 목록